# Trò chơi phổ thông

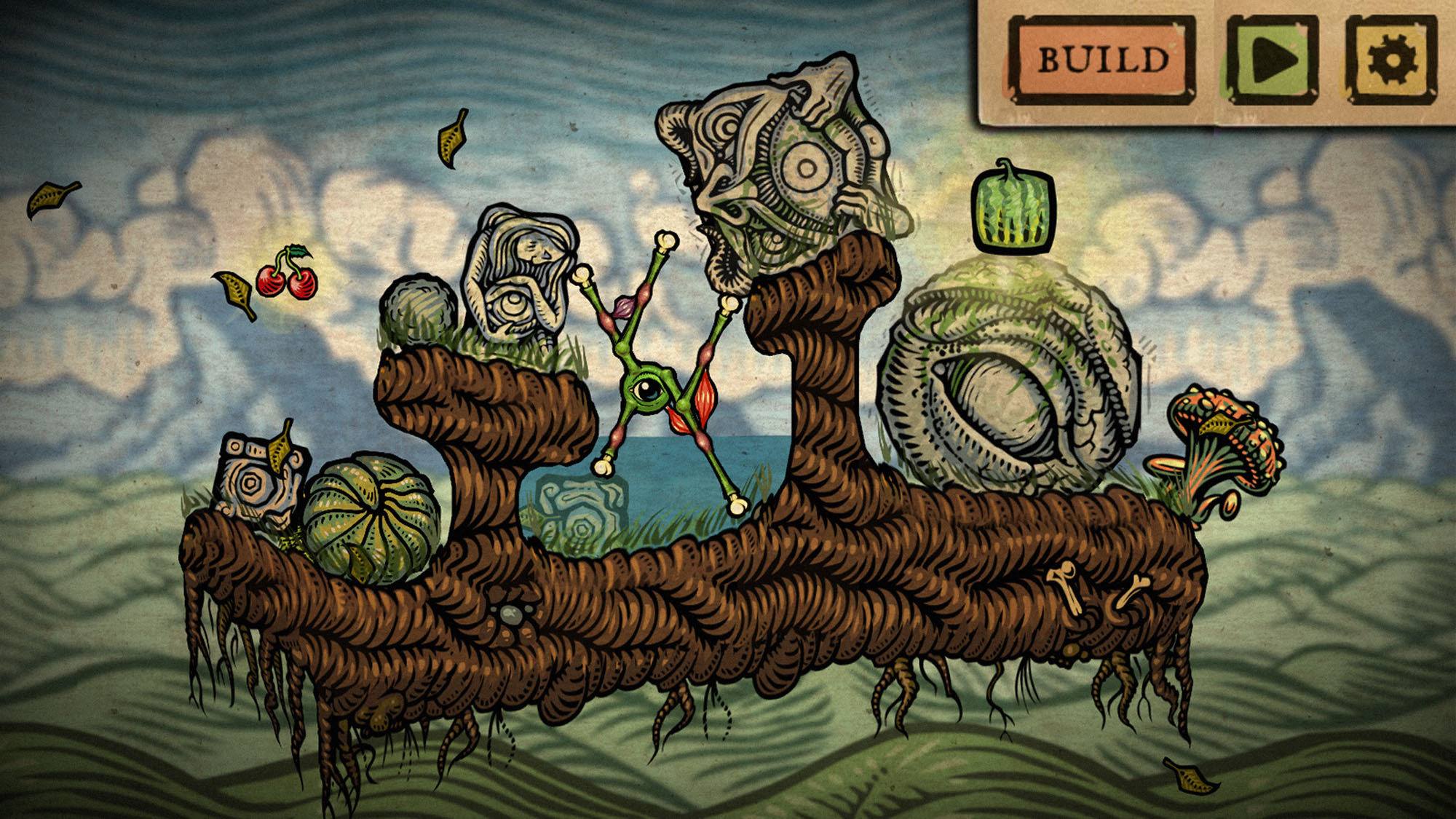
Game casual

Game casual là thể loại game phổ thông, dễ chơi, game thường có độ dài ngắn. Game casual thường được chơi trực tuyến trên các trình duyệt web bằng máy tính hay điện thoại di động. Thời gian gần đây trò chơi loại này cũng được phổ biến trên các máy chơi game. Thể loại game này thường phù hợp với tất cả mọi người từ trẻ em đến người lớn.
Thể loại này đang phát triển với tốc độ khá nhanh và khá quan trọng đối với nhiều nhà sản xuất game.